# 本杰明·唐纳利
本杰明·唐纳利（英語：Benjamin Donnelly，1996年8月22日—），加拿大男子速度滑冰运动员，2016年世界青年速度滑冰锦标赛男子1000米、男子5000米金牌得主、男子1500米和男子团体追逐赛银牌得主、2016年世界单程距离速度滑冰锦标赛男子团体追逐赛铜牌得主。